# Književnost u 1774.
◄◄ | ◄ | 1771. | 1772. | 1773. | 1774.  | 1775. | 1776. | 1777. | ► | ►►
Arhitektura • Astronomija • Biologija • Glazba • Kazalište • Kemija • Kiparstvo • Knjige • Književnost • Kršćanstvo • Medicina • Politika • Pravo • Promet • Slikarstvo • Znanost
Književnost u 1774.

## Svijet

### Književna djela
- Patnje mladog Werthera Johanna Wolfganga von Goethea

## Vanjske poveznice
|  | Zajednički poslužitelj ima još gradiva o temi Književnost u 1774. |